# Sedum monregalense
Sedum monregalense là một loài thực vật có hoa trong họ Crassulaceae. Loài này được Balb. miêu tả khoa học đầu tiên năm 1803.